# Phytoliriomyza mesnili
Phytoliriomyza mesnili este o specie de muște din genul Phytoliriomyza, familia Agromyzidae, descrisă de César Aguilar în anul 1945.
Este endemică în Franța. Conform Catalogue of Life specia Phytoliriomyza mesnili nu are subspecii cunoscute.